# Supercoppa olandese (pallavolo maschile)
La Supercoppa olandese è una competizione pallavolistica per squadre di club olandesi maschili, organizzata con cadenza annuale dalla NeVoBo.

## Edizioni
| Edizione      | Edizione          | Podio            | Podio     | Podio            |
| Anno          | Sede della finale | Campione         | Risultato | Finalista        |
| ------------- | ----------------- | ---------------- | --------- | ---------------- |
| 1992 Dettagli | -                 | Geldrop          | -         | De Zevenklappers |
| 1993 Dettagli | -                 | Dynamo Apeldoorn | 3 - 0     | De Zevenklappers |
| 1994 Dettagli | -                 | De Zevenklappers | -         | Dynamo Apeldoorn |
| 1995 Dettagli | -                 | Dynamo Apeldoorn | -         | Capelle          |
| 1996 Dettagli | -                 | Dynamo Apeldoorn | -         | Capelle          |
| 1997 Dettagli | -                 | Zwolle           | 3 - 2     | Dynamo Apeldoorn |
| 1998 Dettagli | -                 | Zwolle           | 3 - 1     | Nesselande       |
| 1999 Dettagli | -                 | Zwolle           | -         | Dynamo Apeldoorn |
| 2000 Dettagli | -                 | Dynamo Apeldoorn | 3 - 1     | Vrevok           |
| 2001 Dettagli | Nieuwegein        | Dynamo Apeldoorn | 3 - 1     | Vrevok           |
| 2002 Dettagli | Amsterdam         | Omniworld        | 3 - 0     | Dynamo Apeldoorn |
| 2003 Dettagli | Lichtenvoorde     | Omniworld        | 3 - 1     | Dynamo Apeldoorn |
| 2004 Dettagli | Almere            | Omniworld        | 3 - 1     | Nesselande       |
| 2005 Dettagli | Lichtenvoorde     | Nesselande       | 3 - 1     | Omniworld        |
| 2006 Dettagli | Doetinchem        | Orion            | 3 - 1     | Nesselande       |
| 2007 Dettagli | Zieuwent          | Dynamo Apeldoorn | 3 - 2     | Nesselande       |
| 2008 Dettagli | Apeldoorn         | Dynamo Apeldoorn | 3 - ?     | Orion            |
| 2009 Dettagli | Apeldoorn         | Nesselande       | 3 - 0     | Dynamo Apeldoorn |
| 2010 Dettagli | Apeldoorn         | Dynamo Apeldoorn | 3 - 0     | Zwolle           |
| 2011 Dettagli | Zwolle            | Orion            | 3 - 0     | Dynamo Apeldoorn |
| 2012 Dettagli | Rotterdam         | Zwolle           | 3 - 1     | Orion            |
| 2013 Dettagli | Zwolle            | Zwolle           | 3 - 0     | Orion            |
| 2014 Dettagli | Sneek             | Zwolle           | 3 - 0     | Taurus           |
| 2015 Dettagli | Doetinchem        | Lycurgus         | 3 - 0     | Zwolle           |
| 2016 Dettagli | Doetinchem        | Lycurgus         | 3 - 0     | Zwolle           |
| 2017 Dettagli | Groninga          | Lycurgus         | 3 - 1     | Orion            |
| 2018 Dettagli | Groninga          | Lycurgus         | 3 - 0     | Taurus           |
| 2019 Dettagli | Doetinchem        | Orion            | 3 - 2     | Dynamo Apeldoorn |
| 2020 Dettagli | Ede               | Lycurgus         | 3 - 1     | Orion            |
| 2021 Dettagli | Apeldoorn         | Dynamo Apeldoorn | 3 - 0     | Lycurgus         |
| 2022 Dettagli | Apeldoorn         | Lycurgus         | 3 - 2     | Dynamo Apeldoorn |
| 2023 Dettagli | Apeldoorn         | Dynamo Apeldoorn | 3 - 2     | Lycurgus         |
| 2024 Dettagli | Doetinchem        | Orion            | 3 - 2     | Limax            |

## Palmarès
| Squadra          | Titolo | Edizione                                                   |
| ---------------- | ------ | ---------------------------------------------------------- |
| Dynamo Apeldoorn | 10     | 1993, 1995, 1996, 2000, 2001, 2007, 2008, 2010, 2021, 2023 |
| Zwolle           | 6      | 1997, 1998, 1999, 2012, 2013, 2014                         |
| Lycurgus         | 6      | 2015, 2016, 2017, 2018, 2020, 2022                         |
| Orion            | 4      | 2006, 2011, 2019, 2024                                     |
| ZVH              | 3      | 1994, 2005, 2009                                           |
| Omniworld        | 3      | 2002, 2003, 2004                                           |
| Geldrop          | 1      | 1992                                                       |